# Luikgouw
De Luikgouw (eigenlijk toen Luihgouw, te vergelijken met het Duits Lüttich) was een Frankische gouw in de streek van provincie Luik.  Ze werd in 779 voor het eerst genoemd in het Latijn als Pagus Leuhius.
Bij deze gouw hoorden enkel plaatsen aan de rechteroever van de Maas tot vlak bij Aken, de stad Luik zelf op de linker Maasoever hoorde er niet bij.  Het moet om een naamsverwarring uit de 9e eeuw gaan. 

## Gouwgraven
- Sigehard, 908-921, ook graaf van de Henegouw
- Richar van Aspel († 972/973), vermoedelijk dezelfde als Richar, graaf van de Henegouw
- Gozlin of Godizo van Aspel en Heimbach, diens zoon, mededinger om het graafschap Hamaland